# Heinrich Wilhelm Eckmann
Heinrich Wilhelm Eckmann (* Januar 1712; † 31. Juli 1777 in Quakenbrück) war ein deutscher Orgelbauer.

## Leben
Eckmann wurde 1712 geboren. Möglicherweise absolvierte er eine Lehre bei Christian Klausing. 1742 baute er die Orgel in Engter. Danach arbeitete er offensichtlich vorübergehend beim Barockarchitekten Johann Conrad Schlaun (Emsland und Münster). Von 1746 bis 1748 baute er Orgel der ehemaligen Jesuitenkirche in Meppen. Ab 1750 baute er die Orgel der Clemenskirche zu Münster und die große Orgel des Osnabrücker Domes. Als sein größtes und insofern bedeutendstes Werk gilt die Orgel der Stephanikirche in Bremen von 1768.
Auch in Ostfriesland wirkte er – und hier sind auch noch zwei seiner Werke erhalten, nämlich 1773 in Amdorf und 1775 in Bagband. Beigesetzt wurde er am 2. August 1777 auf dem St.-Sylvester-Kirchhof in Quakenbrück.

## Nachgewiesene Werke
Die Größe der Instrumente wird in der fünften Spalte durch die Anzahl der Manuale und die Anzahl der klingenden Register in der sechsten Spalte angezeigt. Ein großes „P“ steht für ein selbstständiges Pedal, ein kleines „p“ für ein angehängtes Pedal. Eine Kursivierung zeigt an, dass die betreffende Orgel nicht mehr oder lediglich der Prospekt erhalten ist.
| Jahr      | Ort         | Kirche                    | Bild | Manuale | Register | Bemerkungen                                                                      |
| --------- | ----------- | ------------------------- | ---- | ------- | -------- | -------------------------------------------------------------------------------- |
| 1742      | Engter      | St. Johannis              |      |         |          | nicht erhalten                                                                   |
| 1746–1748 | Meppen      | Gymnasialkirche zu Meppen |      |         | 13       | Prospekt erhalten                                                                |
| 1748–1750 | Damme       | St. Viktor                |      |         |          | Ergänzung um ein selbstständiges Pedal; nicht erhalten                           |
| 1750      | Münster     | Clemenskirche             |      |         |          |                                                                                  |
| 1755      | Osnabrück   | Dom St. Peter             |      | III/P   | 40       | 1897 ersetzt, Teile für die Rohlfing-Orgel wiederverwendet; nicht erhalten       |
| 1763–1768 | Bremen      | St. Stephani              |      | III/P   | 45       | 1907 durch Neubau ersetzt, Teile des Prospekts blieben erhalten                  |
| 1767–1769 | Bremen      | St. Pauli                 |      |         |          | Umbau der Schnitger-Orgel, Erweiterung des Pedals; nicht erhalten                |
| vor 1773  | Leer        | St. Michael               |      |         |          | 1867 nach Flachsmeer, St. Bernhard verkauft, wo das Prospektgehäuse erhalten ist |
| 1773      | Amdorf      | Amdorfer Kirche           |      | I/p     | 9        | 1821 Umbau durch Wilhelm Eilert Schmid                                           |
| 1774      | Oude Pekela | Sint-Willibrorduskerk     |      | I/p     | 14       | Vollendung der Orgel von Christopher Köchmann; 1887 ersetzt                      |
| 1774–1775 | Bagband     | Bagbander Kirche          |      | I/p     | 14       | weitgehend original erhalten                                                     |